# Damsel (2024)
Damsel is een Amerikaanse fantasyfilm uit 2024, geregisseerd door Juan Carlos Fresnadillo en geschreven door Dan Mazeau. De gelijknamige roman van Evelyn Skye uit 2023 is gebaseerd op hetzelfde filmscript.

## Verhaal
Een plichtsgetrouwe jonge edelvrouw stemt ermee in om met een knappe prins te trouwen, maar ontdekt dat zijn familie van plan is haar op te offeren om een eeuwenoude schuld terug te betalen. Gevangen in de grot van een angstaanjagende draak, moet ze op haar verstand en wil vertrouwen om te overleven.

## Rolverdeling
| Acteur             | Personage         |
| ------------------ | ----------------- |
| Millie Bobby Brown | prinses Elodie    |
| Angela Bassett     | Lady Bayford      |
| Robin Wright       | koningin Isabelle |
| Ray Winstone       | de koning         |
| Nick Robinson      | prins Henry       |
| Brooke Carter      | prinses Floria    |
| Shohreh Aghdashloo | draak (stem)      |

## Productie
De Netflix-film Damsel werd in maart 2020 aangekondigd met Juan Carlos Fresnadillo als regisseur. In november 2020 werd meegedeeld dat Millie Bobby Brown de hoofdrol zal spelen en ook als executive producer zal fungeren. Het budget van de film werd geschat op US$ 60 à 70 miljoen. In april 2022 vervoegden Angela Bassett, Robin Wright, Ray Winstone, Nick Robinson, Brooke Carter en Shohreh Aghdashloo de cast.
De filmopnames gingen van start begin 2022 in de Troubadour Meridian Water Studios in Londen.

## Release en ontvangst
Damsel ging op 1 maart 2024 in première met de rode loper in het Paris Theater in New York alvorens op  8 maart 2024 op Netflix te verschijnen. De film kreeg middelmatige kritieken van de filmcritici, met een score van 58% op Rotten Tomatoes, gebaseerd op 26 beoordelingen.